# Red Bull Powertrains
Red Bull Powertrains (скорочено RBPT) — компанія з виробництва двигунів для болідів Формули-1, яка належить австрійській компанії Red Bull GmbH. Компанія була створена у 2021 році, щоб продовжувати створювати двигуни для команд Ред Булл і Альфа Таурі, розроблених Honda, оскільки з 2022 року японська команда пішла зі спортивної індустрії.
З 2022 року і до кінця 2025 року Honda збиратиме силові агрегати. Силові агрегати залишаються власністю Honda, і у зв'язку з припиненням розробок, RBPT не буде їх розвивати.
З 2026 року Red Bull Powertrains бере на себе повну відповідальність за постачання двигунів та їхню експлуатацію, коли компанія буде перейменована на Red Bull Ford Powertrains після партнерства з компанією Ford Motor Company.

## Історія
У лютому 2021 року компанія Red Bull Advanced Technologies підписала договір з Honda про дистрибуцію двигунів для Формула-1 на сезон 2022 року, після того, як японська команда покинула Формулу-1 після сезону 2021 року. За ним двигуни будуть купляти, перейменовувати на Red Bull Powertrains і поставляти Ред Булл і Альфа Таурі.
23 квітня 2021 року було оголошено про призначення Бена Ходжкінсона на посаду технічного директора Red Bull Powertrains. Ходжкінсон був головою відділу машинобудування в Mercedes AMG High Performance Powertrains з 2017 року. 6 травня Red Bull оголосив про призначення ще 5 працівників Mercedes.
3 лютого 2023 року Red Bull Racing і Ford Motor Company оголосили про стратегічне партнерство, згідно з яким Ford повернеться у Формулу-1 у 2026 році після введення нового моторного регламенту. 

## 2022

### Ред Булл
| Рік      | Команда                | Двигун                  | Шини | Гонщик          | Гран-прі        | Гран-прі | Гран-прі | Гран-прі | Гран-прі | Гран-прі | Гран-прі | Гран-прі | Гран-прі | Гран-прі | Гран-прі | Гран-прі | Гран-прі | Гран-прі | Гран-прі | Гран-прі | Гран-прі | Гран-прі | Гран-прі | Гран-прі | Гран-прі | Гран-прі | Гран-прі | Очки | Місце |
| Рік      | Команда                | Двигун                  | Шини | Гонщик          | БАХ             | САУ      | АВС      | ЕМІ      | МАЯ      | ІСП      | МОН      | АЗЕ      | КАН      | ВЕЛ      | АВТ      | ФРА      | УГО      | БЕЛ      | НІД      | ІТА      | TBA ·    | СІН      | ЯПО      | США      | МЕХ      | САП      | АБУ      | Очки | Місце |
| -------- | ---------------------- | ----------------------- | ---- | --------------- | --------------- | -------- | -------- | -------- | -------- | -------- | -------- | -------- | -------- | -------- | -------- | -------- | -------- | -------- | -------- | -------- | -------- | -------- | -------- | -------- | -------- | -------- | -------- | ---- | ----- |
| 2022     | Oracle Red Bull Racing | Red Bull RBPTH001       | P    | Серхіо Перес    | 18              | 4        | 2        | 23       | 4        | 2        | 1        | 2        | Схід     | 2        | Схід5    | 4        | 5        | 2        | 5        | 6        |          | 1        | 2        | 4        | 3        | 75       | 3        | 151* | 2*    |
| 2022     | Oracle Red Bull Racing | Red Bull RBPTH001       | P    | Макс Ферстаппен | 19              | 1        | Схід     | 1        | 1        | 1        | 3        | 1        | 1        | 7        | 21       | 1        | 1        | 1        | 1        | 1        |          | 7        | 1        | 1        | 1        | 64       | 1        | 151* | 2*    |
| Рік      | Команда                | Двигун                  | Шини | Гонщик          | Гонщик          | Гран-прі | Гран-прі | Гран-прі | Гран-прі | Гран-прі | Гран-прі | Гран-прі | Гран-прі | Гран-прі | Гран-прі | Гран-прі | Гран-прі | Гран-прі | Гран-прі | Гран-прі | Гран-прі | Гран-прі | Гран-прі | Гран-прі | Гран-прі | Гран-прі | Гран-прі | Очки | Місце |
| Рік      | Команда                | Двигун                  | Шини | Гонщик          | Гонщик          | БАХ      | САУ      | АВС      | АЗЕ      | МАЯ      | МОН      | ІСП      | КАН      | АВТ      | ВЕЛ      | УГО      | БЕЛ      | НІД      | ІТА      | СІН      | ЯПО      | КАТ      | США      | МЕХ      | САП      | ЛВГ      | АБУ      | Очки | Місце |
| 2023     | Oracle Red Bull Racing | Honda RBPTH001 1.6 V6 t | P    | Серхіо Перес    | Серхіо Перес    | 2        | 1        | 5        | 1        | 2        | 16       | 4        | 6        | 32       | 6        | 3        | 2        | 4        | 2        | 8        | Схід     | 10       | 45       | Схід     | 43       | 3        | 4        | 860  | 1     |
| 2023     | Oracle Red Bull Racing | Honda RBPTH001 1.6 V6 t | P    | Макс Ферстаппен | Макс Ферстаппен | 1        | 2        | 1        | 23       | 1        | 1        | 1        | 1        | 1        | 1        | 1        | 1        | 1        | 1        | 5        | 1        | 12       | 1        | 1        | 1        | 1        | 1        | 860  | 1     |
| Джерела: |                        |                         |      |                 |                 |          |          |          |          |          |          |          |          |          |          |          |          |          |          |          |          |          |          |          |          |          |          |      |       |

### Альфа Таурі
| Рік      | Команда             | Двигун            | Шини | Гонщик     | Гран-прі | Гран-прі | Гран-прі | Гран-прі | Гран-прі | Гран-прі | Гран-прі | Гран-прі | Гран-прі | Гран-прі | Гран-прі | Гран-прі | Гран-прі | Гран-прі | Гран-прі | Гран-прі | Гран-прі | Гран-прі | Гран-прі | Гран-прі | Гран-прі | Гран-прі | Гран-прі | Очки | Місце |
| Рік      | Команда             | Двигун            | Шини | Гонщик     | БАХ      | САУ      | АВС      | ЕМІ      | МАЯ      | ІСП      | МОН      | АЗЕ      | КАН      | ВЕЛ      | АВТ      | ФРА      | УГО      | БЕЛ      | НІД      | ІТА      | TBA ·    | СІН      | ЯПО      | США      | МЕХ      | САП      | АБУ      | Очки | Місце |
| -------- | ------------------- | ----------------- | ---- | ---------- | -------- | -------- | -------- | -------- | -------- | -------- | -------- | -------- | -------- | -------- | -------- | -------- | -------- | -------- | -------- | -------- | -------- | -------- | -------- | -------- | -------- | -------- | -------- | ---- | ----- |
| 2022     | Scuderia AlphaTauri | Red Bull RBPTH001 | P    | П'єр Гаслі | БАХ Схід | САУ 8    | АВС 9    | ЕМІ 12   | МАЯ Схід | ІСП 13   | МОН 11   | АЗЕ 5    | КАН 14   | ВЕЛ Схід | АВТ 15   | ФРА 12   | УГО 12   | БЕЛ 9    | НІД 11   | ІТА 8    |          | СІН 10   | ЯПО 18   | США 14   | МЕХ 11   | САП 14   | АБУ 14   | 16*  | 7*    |
| 2022     | Scuderia AlphaTauri | Red Bull RBPTH001 | P    | Юкі Цунода | БАХ 8    | САУ НС   | АВС 15   | ЕМІ 7    | МАЯ 12   | ІСП 10   | МОН 17   | АЗЕ 13   | КАН Схід | ВЕЛ 14   | АВТ 16   | ФРА Схід | УГО 19   | БЕЛ 13   | НІД Схід | ІТА 14   |          | СІН Схід | ЯПО 13   | США 10   | МЕХ Схід | САП 17   | АБУ 11   | 16*  | 7*    |
| Джерела: |                     |                   |      |            |          |          |          |          |          |          |          |          |          |          |          |          |          |          |          |          |          |          |          |          |          |          |          |      |       |

* Сезон триває.